# КНДР на Играх доброй воли
КНДР принимала участие в летних Играх доброй воли, начиная с Игр 1986 года.
На всех Играх спортивные делегации КНДР завоевали всего 6 медалей, из них ни одной золотой.

## Медальный зачёт

### Медали на летних Играх
| Игры        | Золото         | Серебро        | Бронза         | Всего          | Место          |
| Москва 1986 | 0              | 0              | 6              | 6              | 24             |
| Сиэтл 1990  | 0              | 0              | 0              | 0              | —              |
| 1994        | не участвовали | не участвовали | не участвовали | не участвовали | не участвовали |
| 1998        | не участвовали | не участвовали | не участвовали | не участвовали | не участвовали |
| 2001        | не участвовали | не участвовали | не участвовали | не участвовали | не участвовали |
| Всего       | 0              | 0              | 6              | 6              |                |